# Avionette
L'avionette (ou aéronette) est une danse créée à Paris tout à la fin du XIXe siècle.
Le couple s'élance en une courte ligne droite pour simuler le décollage. Les partenaires écartent les bras et tournent sur eux-mêmes pour simuler le vol, puis ralentissent pour atterrir. Cette danse fut pratiquée chez Maxim's, mais aussi dans des bals populaires.